# 피터 싱어
피터 앨버트 데이비드 싱어(영어: Peter Albert David Singer, AC, 1946년 7월 6일 ~ )는 오스트레일리아의 철학자이다. 전공 분야는 응용윤리학이며, 쾌락 공리주의와 무신론의 관점을 가지고 윤리적 문제에 접근한다. 세계시민주의에 입각한 해외원조 활동을 강조하기도 한다. 쾌고감수능력의 유무에 따른 감정중심주의의 입장이다. 현재 미국 프린스턴대학교의 생명윤리학과의 교수로 재직중이다.
학문적 성취 외에도 그의 저서인 《동물 해방》으로 잘 알려져 있으며 이 책은 동물권 운동을 하는 사람의 지침서로 알려져 있다. 그의 저서 《동물 해방》이 담고 있는 관점과 생명윤리학에 대한 새로운 관점은 많은 관심을 받았으며 논란의 대상이 되기도 한다.

## 저서
- 《실천윤리학》 (철학과현실사) 1991년 2월 ISBN 9788977751965 / 《실천윤리학》 (연암서가) 2013년 3월 ISBN 9788994054346
- 《동물 해방》 (인간사랑) 1995년 8월 ISBN 9788974180362
- 《이렇게 살아가도 괜찮은가》 (세종서적) 1996년 10월 ISBN 9788985509541 / 《이렇게 살아가도 괜찮은가》 (시대의창) 2014년 1월 ISBN 9788959402816
- 《사회생물학과 윤리》 (인간사랑) 1999년 11월 ISBN 9786000036973 / 《사회생물학과 윤리 (출간 30주년 기념판)》 (연암서가) 2012년 10월 ISBN 9788994054285
- 《헤겔》 (시공사) 2000년 12월 ISBN 9788952716156
- 《삶과 죽음》 (철학과현실사) 2003년 3월 ISBN 9788977754102
- 《세계화의 윤리》 (아카넷) 2003년 12월 ISBN 9788957330135
- 《윤리의 기원과 역사》 (철학과현실사) 2004년 1월 ISBN 9788977754713
- 《규범윤리의 전통》 (철학과현실사) 2005년 4월 ISBN 9788977755277
- 《응용윤리》 (철학과현실사) 2005년 4월 ISBN 9788977755284
- 《생명 윤리학 1》 (인간사랑) 2005년 8월 ISBN 9788974181826
- 《메타윤리》 (철학과현실사) 2006년 9월 ISBN 9788977755918
- 《생명 윤리학 2》 (인간사랑) 2006년 12월 ISBN 9788974182069
- 《다윈의 대답 1 (변하지 않는 인간의 본성은 있는가)》 (이음) 2007년 1월 ISBN 9788995890226
- 《이 시대에 윤리적으로 살아가기》 (철학과현실사) 2008년 8월 ISBN 9788977756717
- 《물에 빠진 아이 구하기 (어떻게 세계의 절반을 가난으로부터 구할 것인가)》 (산책자) 2009년 7월 ISBN 9788901098555
- 《동물과 인간이 공존해야 하는 합당한 이유들 (피터 싱어의 동물 해방 두 번째 이야기)》 (시대의창) 2012년 2월 ISBN 9788959402144
- 다윈의 대답 2 《다윈주의 좌파: 변하지 않는 인간의 본성은 있는가?》 (이음) 2012년 4월 ISBN 9788993166408
- 《모든 동물은 평등하다 (철학자 피터 싱어가 쓴 동물운동가 헨리 스피라 평전)》 (오월의봄) 2013년 7월 ISBN 9788997889242
- 《효율적 이타주의자》 (21세기북스) 2016년 3월 ISBN 9788950959203
- 《더 나은 세상 (우리 미래를 가치 있게 만드는 83가지 질문)》 (예문아카이브) 2017년 11월 ISBN 9791187749400

에세이
- 기근, 풍요, 그리고 윤리

공저
- 《죽음의 밥상 (농장에서 식탁까지 그 길고 잔인한 여정에 대한 논쟁적 탐험)》 (산책자) 2008년 4월 ISBN 9788901080024
- 《무신예찬》 (현암사) 2012년 10월 ISBN 9788932316376
- 《동물의 권리 (인문학, 동물을 말하다)》 (이숲) 2014년 11월 ISBN 9791185967004

## 같이 보기
- 비거니즘